# マイケル・レビン
- マイケル・レービン
- マイケル・ラビン

マイケル・レビン（Michael Rabin、1936年5月2日 - 1972年1月19日）はアメリカのヴァイオリニスト。マイケル・ラビンと表記されることもある。
ニューヨークの生まれ。ルーマニア出身のユダヤ系移民を両親に持つ。父親はニューヨーク・フィルハーモニックの第一ヴァイオリン奏者で、母親はジュリアード音楽学校のピアノ教師をつとめる、音楽家の家庭に生まれた。いわゆる音楽的神童として少年時代をすごし、最初は母親にピアノの手ほどきを受けたが、程なくしてヴァイオリンに興味を示し、父親からヴァイオリンの手ほどきを受ける。
7歳からジュリアード音楽学校でイヴァン・ガラミアンに師事した。10歳の時に、アルトゥール・ロジンスキの指揮するハバナ・フィルハーモニー管弦楽団とヴィエニャフスキのヴァイオリン協奏曲第1番を弾いて注目を集め、12歳でパガニーニのカプリース集を録音した。1950年には、ディミトリ・ミトロプーロス指揮のニューヨーク・フィルハーモニックと共演し、パガニーニのヴァイオリン協奏曲第1番を演奏して、カーネギー・ホール・デビューで大成功を収めた。1951年にはテレビ番組にも華々しく登場、1952年には豪州に楽旅を行う。1954年より演奏旅行と録音のために欧州にたびたび訪れるようになり、チャールズ・ヴィダー監督の映画『ラプソディー』にも音楽スタッフとして参加していた。
スタジオ録音は1959年頃を境に行わなくなったが、1960年代に入っても放送コンサートは継続していた。しかし、1960年代から次第に私生活で感情のコントロールが効かなくなるなどの不安定を示すようになり、舞台から落下するのではないかという妄想にかられるようになっていった。1960年代末には麻薬の常用が囁かれるようになった。
マンハッタンの自宅アパートで誤って転倒し、そばにあった椅子で頭部を強打したことにより死去。彼の死について、「薬物に犯されたので、自ら命を絶ったとも、自分の不幸を嘆いて机の角に頭をぶつけたとも、また麻薬の過剰摂取で命を失ったとも、いわれた」という。

## 芸風
レビンは、「Cry now. Play later.（今泣いておけば後で弾けるようになる）」が口癖の、鬼教師として知られるガラミアンによって、「瑕疵のない、生まれついての完璧なヴァイオリニスト」と認められた、ただひとりの門人であった。レビンは生まれつき右手の弓さばきがよどみなく、そこにガラミアンの教授法による、リュシアン・カペー譲りの近代的なボウイングが加わり、音色に力強さと輝かしさを習得した。その完成された演奏技巧は、1958年にステレオ録音されたパガニーニの24のカプリース全曲にもうかがわれる。
レビンはハイフェッツを崇拝し、その後継者たらんと自ら望んだだけでなく、レビンの才能を認めた数々の巨匠からも、ハイフェッツの再来と見なされていた。しかしながら早熟の天才として国際的なキャリアが始まるや否や伸び悩むようになって挫折し、周囲から望まれたような大器として円熟するには至らなかった。